# Eleginus
Eleginus is een geslacht van straalvinnige vissen uit de familie van de kabeljauwen (Gadidae) en de orde van kabeljauwachtigen (Gadiformes).

## Soorten
- Eleginus nawaga (Koelreuter, 1770) (Europese nawaga)
- Eleginus gracilis (Tilesius, 1810) (Oostelijke nawaga)